# Nío
Nío, pleme američkih Indijanaca koje je živjelo na rijeci Río Sinaloa oko ušća Ocoronija u Meksičkoj državi Sinaloa. Mason i Johnson klasificiraju ih zajedno s plemenima Ocoroni i Huite u skupinu Taracahitian-govornika, jezična porodica Juto-Asteci. Pod utjecaj prvih misionara dolaze još 1591. kada se pokrštavaju plemena s rijeke Sinaloa Bacubiritos, Tepehuanes, Sinaloas, Cubiris, Bamoas, Níos, Guasaves, Tamazulas y Ures. Pleme i jezik su nestali.

## Vanjske poveznice
- Síntesis Histórica del Municipio de Guasave  Arhivirana inačica izvorne stranice od 10. lipnja 2008. (Wayback Machine)